# Ravenglass
Koordinaten: 54° 21′ N, 3° 25′ W

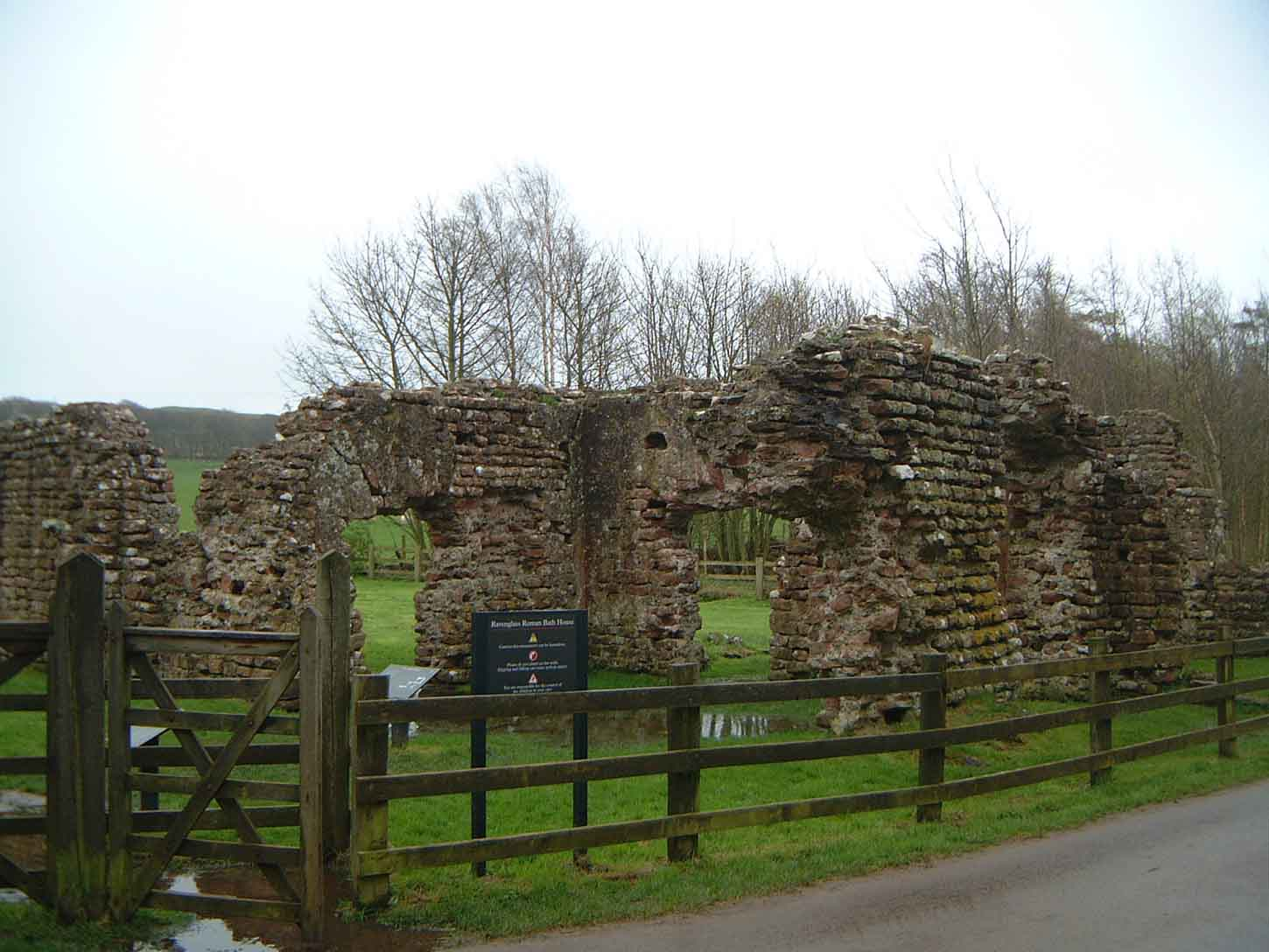
Ruine des römischen Badehauses, Walls Castle

Ravenglass ist ein kleiner Küstenort in Cumbria, England. Der Ort liegt am Ästuar der Flüsse Esk, Mite und Irt und besitzt einen natürlichen Hafen. Ravenglass ist der einzige Küstenort im Lake-District-Nationalpark.
Der Ort existiert mindestens seit dem 2. Jahrhundert, als er ein wichtiger Marinestützpunkt (Glannoventa) für die Römer war. Der Ort war der südlichste Punkt der Küstenverteidigung Cumbrias, die eine Verlängerung des Hadrianswalls war. Eine Straße verband den Ort auch mit den Lagern auf dem Hardknott Pass und führte weiter zu einem Lager nahe dem heutigen Ambleside. Die Römer waren etwa 300 Jahre lang an diesem Ort ansässig. Die einzigen heute noch sichtbaren Überreste aus römischer Zeit sind die Ruinen eines Walls Castle genannten Badehauses. Das Badehaus wird von English Heritage verwaltet und gehört zum UNESCO-Welterbe Hadrianswall.
Ravenglass erhielt 1208 durch König Johann Ohneland das Marktrecht, nach dem wöchentlich sonnabends ein Markt abgehalten werden durfte. Am 5. August findet nach dem königlichen Privileg jährlich auch ein Jahrmarkt statt.
Ravenglass liegt an der Cumbrian-Coast-Line-Eisenbahnlinie und ist das westliche Ende der Ravenglass and Eskdale Railway.